# Fiona Rae
Pour les articles homonymes, voir Rae.
Fiona Rae est une artiste-peintre britannique née le 10 octobre 1963 à Hong Kong.

## Biographie
Dans les années 1970, Fiona Rae arrive en Angleterre. L'artiste commence sa carrière dans les années 1980 au sein d'un groupe d'artistes nommé les young british artists. Sa peinture s’articule autour de la question de l'image mais aussi et surtout autour de la multiplication de cette image dans un contexte contemporain. En 1983, elle entre à l'université d'art de Croydon à Londres. Elle y reste un an, puis rentre dans l'université Goldsmiths pour faire de l'art plastique. En 1988, elle participe à l'une des expositions de Damien Hirst. Cette artiste commence alors à se faire connaître du grand public. Fiona Rae sera plusieurs fois nommée pour des prix artistiques : en 1991, pour le prix Turner et en 1993 pour le prix Eliette Von Karajan. En 2002, elle est retenue par le Tate modern pour créer un triptyque de 10 mètres de haut, pour le restaurant du musée. Aujourd'hui, Fiona Rae est académicienne de la Royal Academy et administratrice de la Tate Gallery. Elle vit et travaille à Londres.

## Style et Œuvre

### Style
Le style de Fiona Rae a beaucoup évolué depuis ses débuts : dans les années 1990, ses œuvres sont très marquées par l'expressionnisme abstrait. Au fil des années, ses tableaux sont devenus plus construit et elle utilise de plus en plus les jeux de lumière et de contraste. Ses peintures recréent des mouvements, des gestes et des formes géométriques. Les années 2000 marquent un tournant important pour le style de l'artiste, Fiona Rae change sa façon de travailler, elle change ses couleurs et son matériel et elle utilise désormais un ordinateur. Bien que le style de Fiona Rae ait beaucoup évolué, ses œuvres sont toujours aussi stylisées et raffinées.
L'artiste avoue d'ailleurs elle-même s'inspirer de personnes telles que Roy Lichtenstein ou Gerhard Richter. Au cœur d'un débat entre l'art et le design graphique, Fiona Raé intègre volontiers Photoshop dans l'étude de ces réalisations.
Fiona Rae était, est et sera influencée par beaucoup de choses : par le monde de l'horreur, dans ses premiers tableaux, par une « culture techno ». Enfin par la BD et les manga. L'étude des enseignes lumineuses marque un tournant majeur dans la carrière de l'artiste. On peut donc dire que son style n'a pas seulement évolué et changé à cause des changements dans sa façon de travailler mais aussi parce qu'elle n'a plus les mêmes influences.

## Expositions
Depuis les années 1990, Fiona Rae a fait une multitude d'expositions dans de nombreux pays :
- à Nice, France, dans la Galerie Pierre Bernard (1990)
- à Londres, Angleterre, dans la Galerie Waddington (1991)
- à Rome, Italie, dans l'école anglaise de Rome, (1997)
- à Nagoya, Japon, dans la Galerie Kohji Ogura (1999)
- à Cologne, Allemagne, dans la Galerie Buchmann (2000)
- à Paris, France, dans la Galerie Nathalie Obadia (2000)
- à Zurich, Allemagne, dans la Galerie Bob van Orsouwa (2001)
- à Londres, Angleterre, dans la Galerie Timothy Taylor (2005)
- à Vienne, Autriche, dans la Galerie Krinzinger (2006)
- à Paris, France dans la Galerie Nathalie Obadia (2009)